# Karaski (Kõlleste)
Karaski – wieś w Estonii, w prowincji Põlva, w gminie Kõlleste.